# Saint Jean Communauté
Die Saint Jean Communauté ist ein ehemaliger französischer Gemeindeverband mit der Rechtsform einer Communauté de communes im Département Morbihan in der Region Bretagne dessen Einzugsgebiet in der Mitte des Départements lag. Der am 20. Dezember 2005 gegründete Gemeindeverband bestand aus sieben Gemeinden, der Verwaltungssitz befand sich im Ort Saint-Jean-Brévelay.

## Aufgaben
Zu den vorgeschriebenen Kompetenzen gehörten die Entwicklung und Förderung wirtschaftlicher Aktivitäten und des Tourismus sowie die Raumplanung auf Basis eines Schéma de Cohérence Territoriale. Der Gemeindeverband betrieb außerdem die Abwasserentsorgung.

## Historische Entwicklung
Der Gemeindeverband entstand am 20. Dezember 2005 aus den sieben Gemeinden des Kantons Saint-Jean-Brévelay. Später kam noch die Gemeinde Moréac aus dem Kanton Locminé hinzu. 
Mit Wirkung vom 1. Januar 2017 fusionierte der Gemeindeverband mit der Locminé Communauté und der Baud Communauté und bildete so die Nachfolgeorganisation Centre Morbihan Communauté.

## Ehemalige Mitgliedsgemeinden
Folgende acht Gemeinden gehörten der Saint Jean Communauté an:
| Gemeinde            | Einwohner 1. Januar 2022 | Fläche km² | Dichte Einw./km² | Code INSEE | Postleitzahl |
| ------------------- | ------------------------ | ---------- | ---------------- | ---------- | ------------ |
| Bignan              | 2.750                    | 45,84      | 60               | 56017      | 56500        |
| Billio              | 324                      | 12,03      | 27               | 56019      | 56420        |
| Buléon              | 546                      | 12,27      | 44               | 56027      | 56420        |
| Guéhenno            | 804                      | 23,33      | 34               | 56071      | 56420        |
| Moréac              | 3.692                    | 60,30      | 61               | 56140      | 56500        |
| Plumelec            | 2.730                    | 58,36      | 47               | 56172      | 56420        |
| Saint-Allouestre    | 651                      | 16,48      | 40               | 56204      | 56500        |
| Saint-Jean-Brévelay | 2.860                    | 41,83      | 68               | 56222      | 56660        |